# Eflatun Pınar

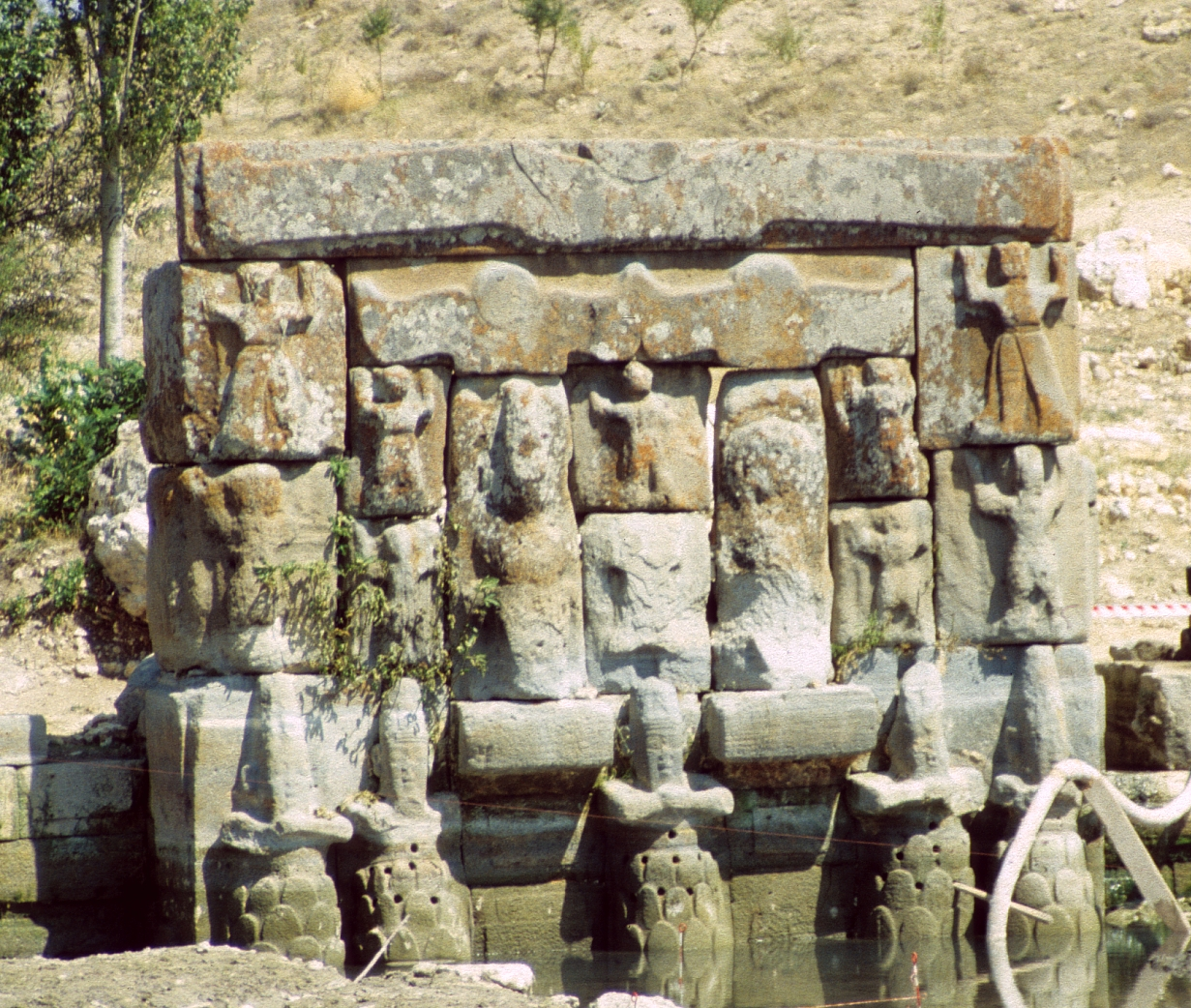
Le relief des monolithes de la façade nord du bassin.

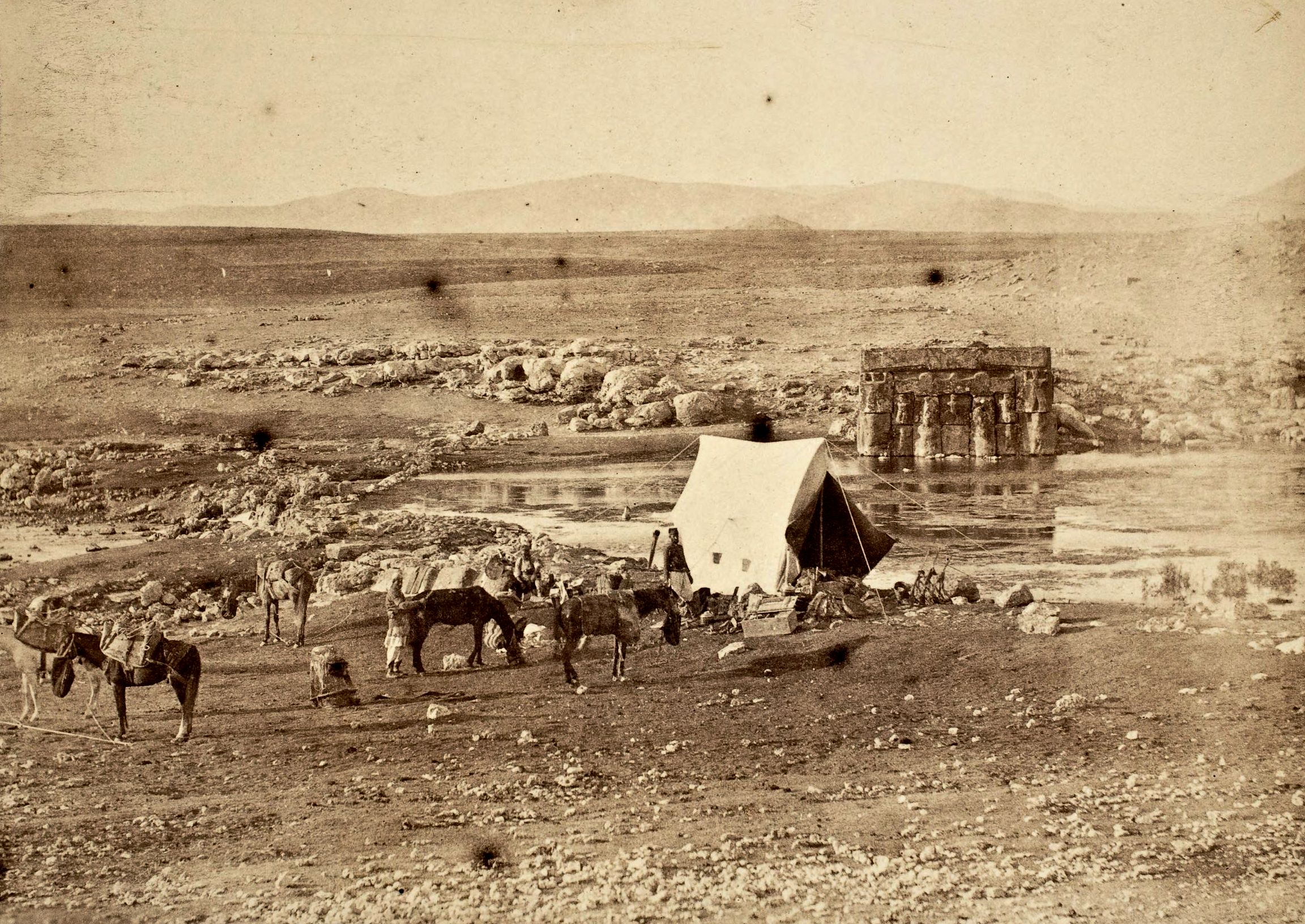
John Henry Haynes. Eflatun Pınar 1887

Eflatun Pınar est un site archéologique de l'Anatolie centrale datant de la période hittite et érigé sur une source alimentant le lac de Beyşehir, dans la province de Konya.
Le site d'Eflatun Pınar (« la source de Platon ») consiste en une petite retenue d'eau élargie artificiellement dans l'Antiquité : un bassin quadrangulaire de 34 × 30 mètres est alimenté par une source et fermé par un petit barrage. Sur son côté nord se trouve une façade de 7 mètres de large et 6,55 mètres de haut, constituée de blocs monolithiques empilés, qui est sculptée de hauts-reliefs. Sur le registre inférieur sont figurés cinq dieux-montagne (qui longtemps restèrent immergés avant le drainage récent du bassin). Le registre central est dominé par un dieu et une déesse entourés de génies et de symboles. Le tout est surmonté par un large disque solaire ailé. De l'autre côté du bassin se trouve une seconde plate-forme de 6 × 8,50 mètres comportant un haut-relief d'un dieu et d'une déesse sur un trône, ainsi qu'un autel.
Si la fonction de sanctuaire de ce site ne fait pas de doute, la nature exacte des divinités représentées est difficile à déterminer en l'absence d'inscriptions. Il est généralement proposé qu'il s'agit de divinités indo-européennes liées aux sources, à la montagne, à la fertilité et/ou au monde souterrain. Cependant le couple divin peut aussi être celui qui est placé à la tête du royaume hittite, à savoir la Déesse-soleil d'Arinna et le Dieu de l'Orage du Hatti.
On ne sait pas qui a commandité la réalisation de ce petit sanctuaire qu'il est tentant de l'attribuer à Hattusili III ou à son fils Tudhaliya IV qui ont réalisé de nombreux lieux de culte dans la seconde moitié du XIIIe siècle av. J.-C. Il est aussi possible qu'il s'agisse de l’œuvre d'un vassal d'un des Grands rois hittites.
Le site a été proposé en 2014 pour une inscription au patrimoine mondial et figure sur la « liste indicative » de l’UNESCO dans la catégorie patrimoine culturel.